# Vinzelberg
Vinzelberg là một đô thị thuộc huyện Stendal, bang Sachsen-Anhalt, Đức. Đô thị Vinzelberg có diện tích 5,61 km², dân số thời điểm ngày 31 tháng 12 năm 2006 là 288 người.